# Dr. Clod-Hansen
|  | Denne artikel er oprettet af botten Steenthbot ud fra en ekstern database. Den kan derfor have sproglige fejl eller mangler. Denne skabelon kan fjernes efter kontrol af indholdet. |

Dr. Clod-Hansen er en dansk dokumentarisk optagelse instrueret af Peter Elfelt.

## Handling
Optagelser af gymnastiske spring og øvelser udført af nøgne mænd. Abraham Clod-Hansen (1857-1925) var læge og idrætsfaglig foregangsmand i Danmark. 1903-1915 var han leder af Rigshospitalets Klinik for Gymnastik og Elektrisitet. De to mænd i optagelsen formodes at være Clod-Hansen selv og Marius Lefèvre (1875-1958).